# Висш съд на труда
Висшият съд на труда (на португалски: Tribunal Superior do Trabalho (TST)) е най-високата апелативна съдебна инстанция в Бразилия, компетентна да се произнася по въпроси, отнасящи се до трудовото законодателство на страната. На федерално равнище Висшият съд на труда е върховна инстанция в системата на трудовите съдилища, която включва още Регионалните съдилища на труда и първоинстанционните съдилища в лицето на т.н съвети за помирение и арбитраж и трудовите съдии. Юрисдикцията на Висшия съд на труда се разпростира върху цялата територия на страната.
Съставът и компетенциите на Висшия съд на труда са регламентирани в чл. 111 от Конституцията на Република Бразилия и чл. 693 от Кодекса на труда (в Бразилия кодексът на труда носи името Консолидация на трудовите закони и представлява консолидиран текст на трудовото законодателство в страната).
Висшият съд на труда се състои от 27 съдии, които се назначават от президента на Бразилия след одобрението на Федералния сенат, като кандидатите трябва да са на възраст между 35 и 65 години. Конституцията постановява, че една пета от членовете на съда се избират измежду адвокати и прокурори по трудови правоотношения с не по-малко от 10 години професионален стаж, а останалата част са съдии от регионалните трудови съдилища, които се предлагат от Върховния федерален съд.
Според кодекса на труда седемнадесет от членовете на съда заемат длъжностите си пожизнено (до 70 години) – единадесет от тях са съдии по трудови правоотношения, трима са адвокати по трудови спорове и трима са прокурори – специалисти по трудови правоотношения. Десет от съдиите във Висшия съд на труда се назначават временно —- пет от тях са представители на работодателите, а другите пет са представители на работниците.
Висшият съд на труда работи в тясна връзка с Националното училище за подготовка и квалифициране на трудовите съдии и със Висшия съвет по трудово правосъдие, който извършва административен, финансов и бюджетен контрол над трудовите съдилища от по-ниска инстанция.